# Namgyal Päl Sangpo
Namgyal Pal Sangpo was een Tibetaans geestelijke uit de sakyatraditie van het Tibetaans boeddhisme.

## Keizerlijk leermeester
Hij was de veertiende en laatste keizerlijk leermeester (dishi) voor de Yuankeizer. Deze titel werd voor het eerst werd toegekend aan Phagspa door keizer Koeblai Khan.
Volgens optekeningen van de Ming-dynastie zou Pal Sangpo in 1362 de titel Leraar van de staat voor waardevolle boeddhistische schatten zijn verleend.